# ヤマジノテンナンショウ
ヤマジノテンナンショウ（学名:Arisaema solenochlamys）は、サトイモ科テンナンショウ属の多年草。
偽茎部はしばしば全体の長さの半分以下となることがあり、葉は2個つけ、仏炎苞舷部が仏炎苞筒部より短い。小型の株は雄花序をつけ、同一のものが大型になると雌花序または両性花序をつける雌雄偽異株で、雄株から雌株に完全に性転換する。

## 特徴
植物体の高さは70cmになる。偽茎部の長さは全体の高さの半分以下まで短くなるなるが、全体の高さに対して変異が大きい。偽茎や鞘状葉は淡緑色から淡紫褐色になり斑模様がある。葉は2個つき、形状はカントウマムシグサ Arisaema serratum に似るが、葉身は9-13小葉に分裂し、小葉は長楕円形で縁には不ぞろいな鋸歯があることが多い。
花期は5-6月で、葉と花序が地上に出て、葉が先に展開し仏炎苞は葉の展開の後に開く。ふつう花序柄は葉柄部より長いかほぼ同じ長さ。仏炎苞筒部は淡色で縦の筋が白く、やや太い筒状になり、仏炎苞口辺部はほとんど開出しない。仏炎苞舷部は三角状広卵形で、光沢がなく、ふつう外面が緑色でときに白色ぎみになり、内面はふつう紫褐色で白い筋があり、舷部内外の色の対比が明らかである。舷部外面の中央はドーム状に盛り上がり、舷部先端は短くとがるが、舷部は筒部より短い。花序付属体は基部に柄があり、棒状になって直立するが、ドーム状の仏炎苞舷部に隠れて目立たない。染色体数は2n=28。

## 分布と生育環境
日本固有種。本州の中部地方から関東地方北部にかけての内陸部（長野県、群馬県、栃木県）に分布し、山地の林下に生育する。東北地方南部（福島県）にも分布が確認されている。
タイプ標本の採集地は、長野県北佐久郡軽井沢町。

## ギャラリー

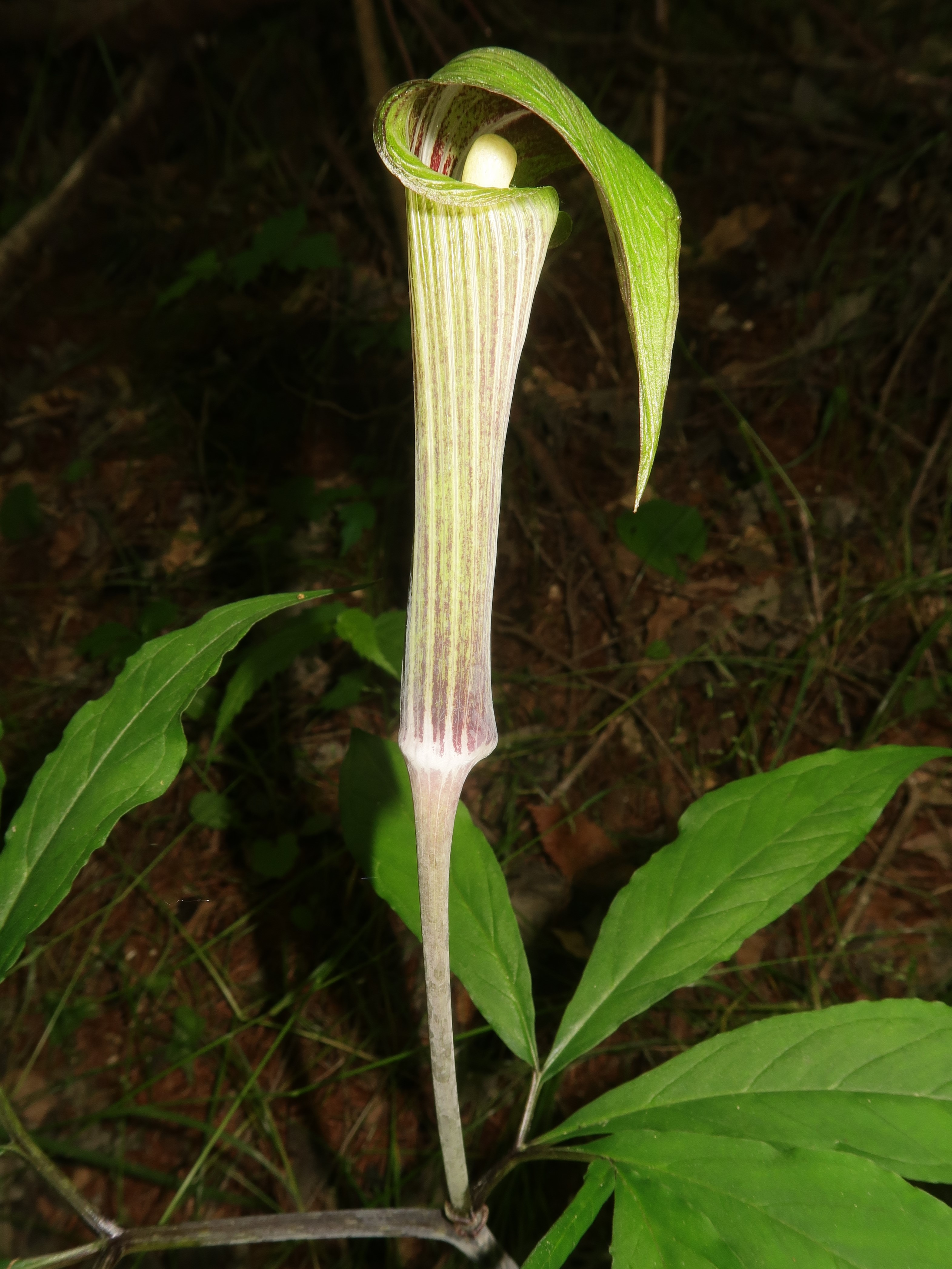
仏炎苞筒部は淡色で縦の筋が白く、やや太い筒状になり、仏炎苞口辺部はほとんど開出しない。
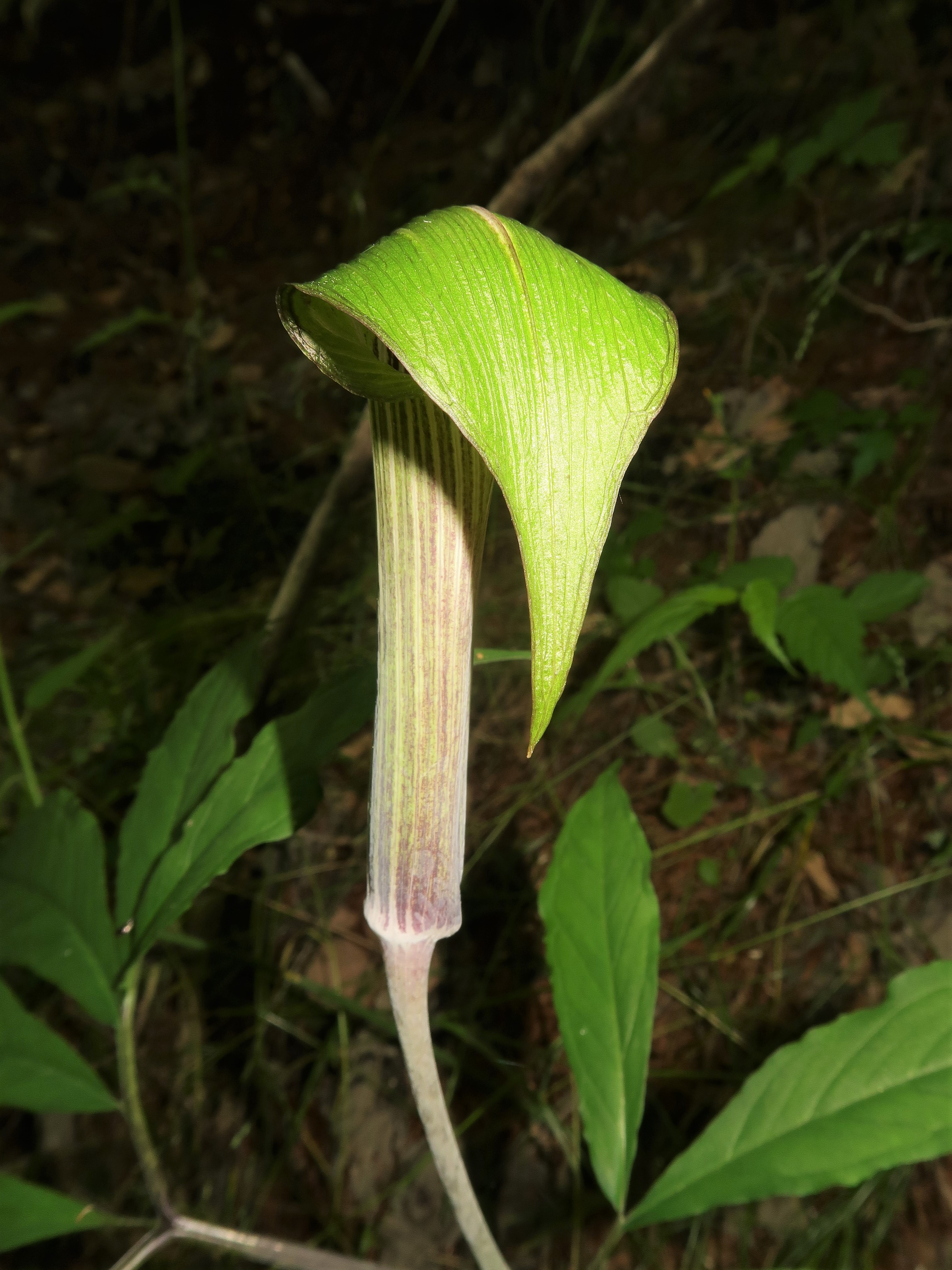
仏炎苞舷部は三角状広卵形で、光沢がなく、ふつう外面が緑色で、舷部外面の中央はドーム状に盛り上がり、舷部先端は短くとがるが、舷部は筒部より短い。
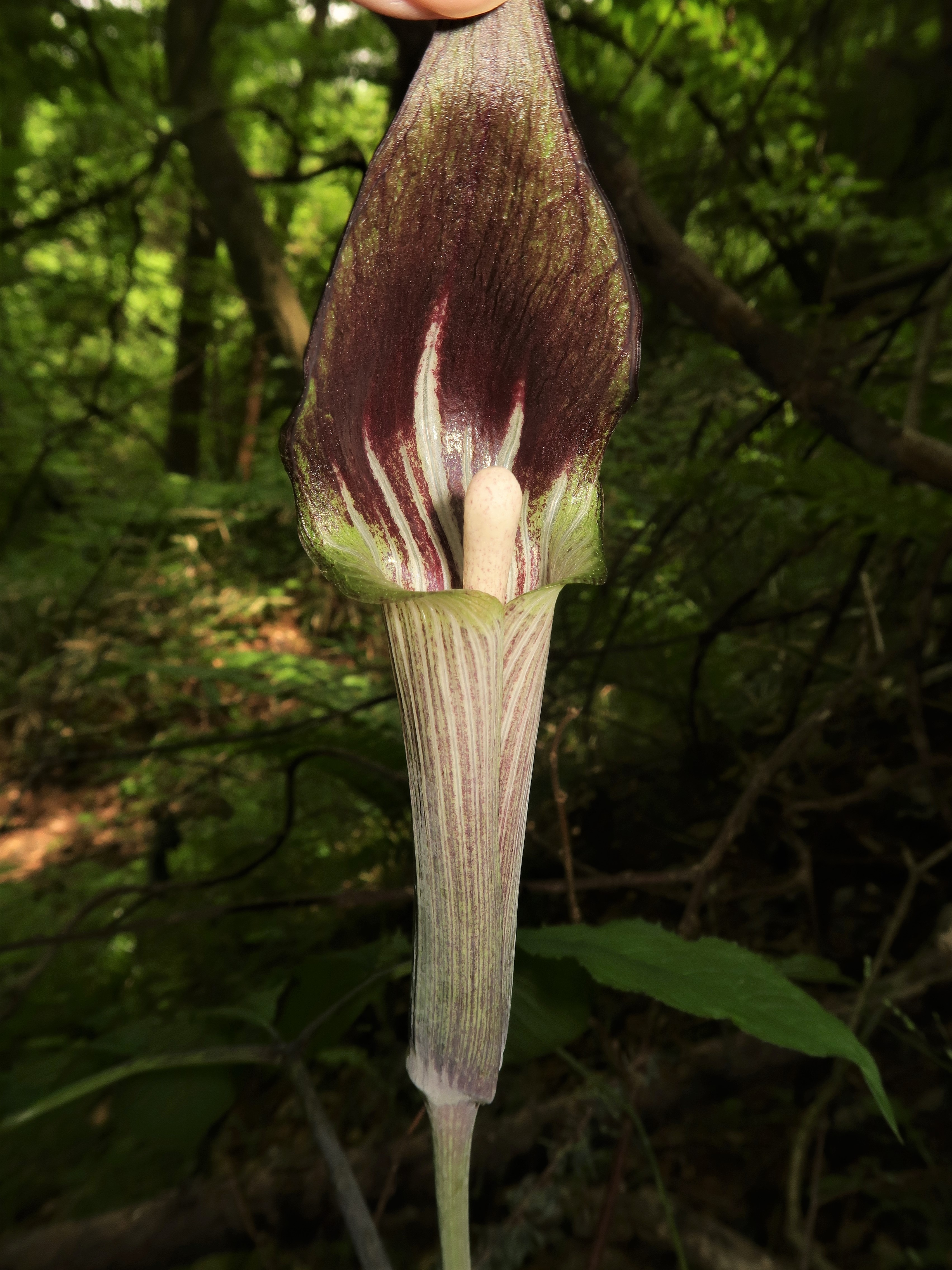
仏炎苞舷部先端を持ち上げて撮影。舷部内面はふつう紫褐色で白い筋がある。花序付属体は基部に柄があり、棒状になって直立するが、通常はドーム状の仏炎苞舷部に隠れて目立たない。
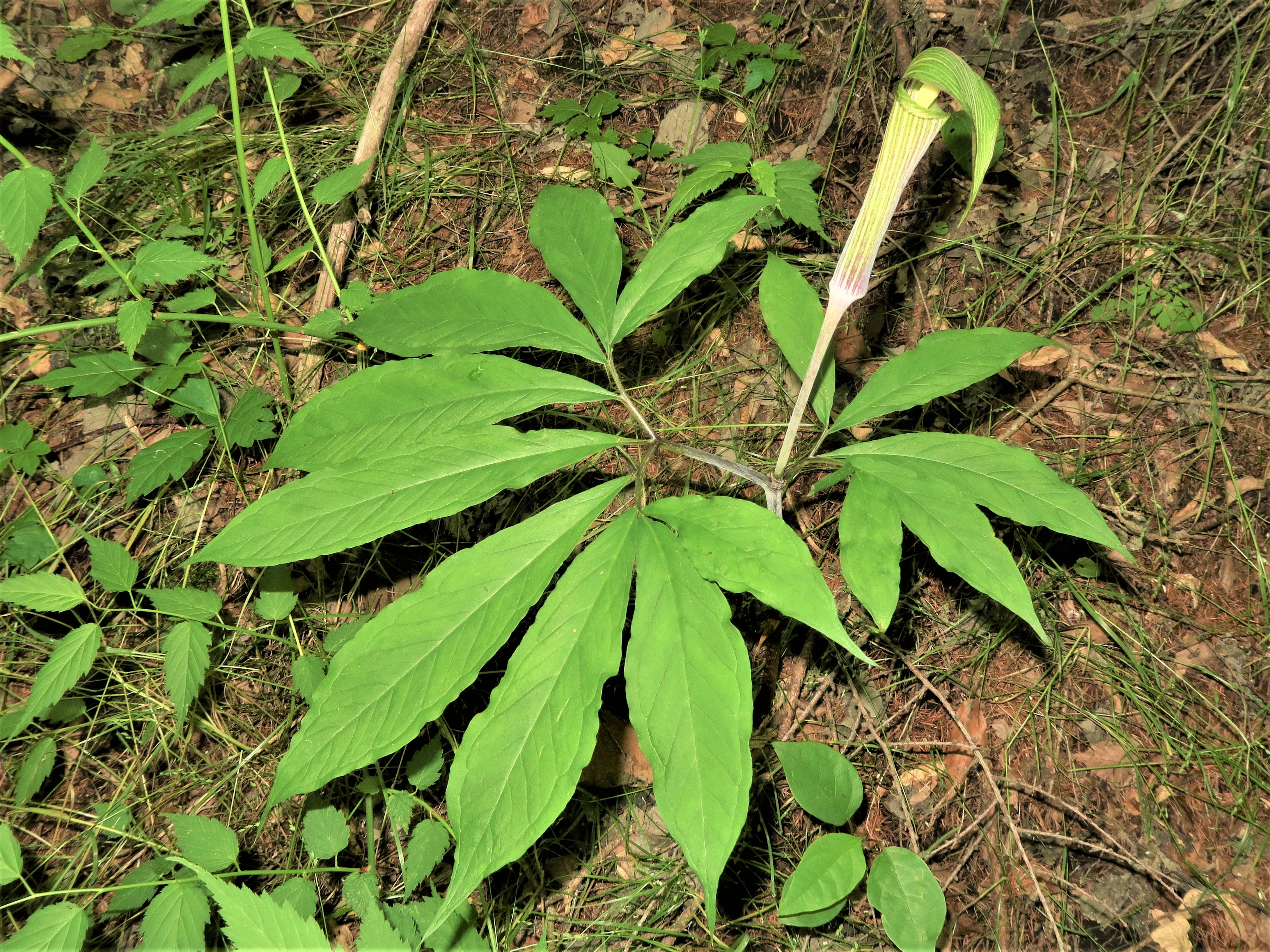
葉は2個つき、この個体は、下部につく第1葉は小葉が9個に、上部につく第2葉は小葉が5個に分裂する。葉軸がやや発達する。
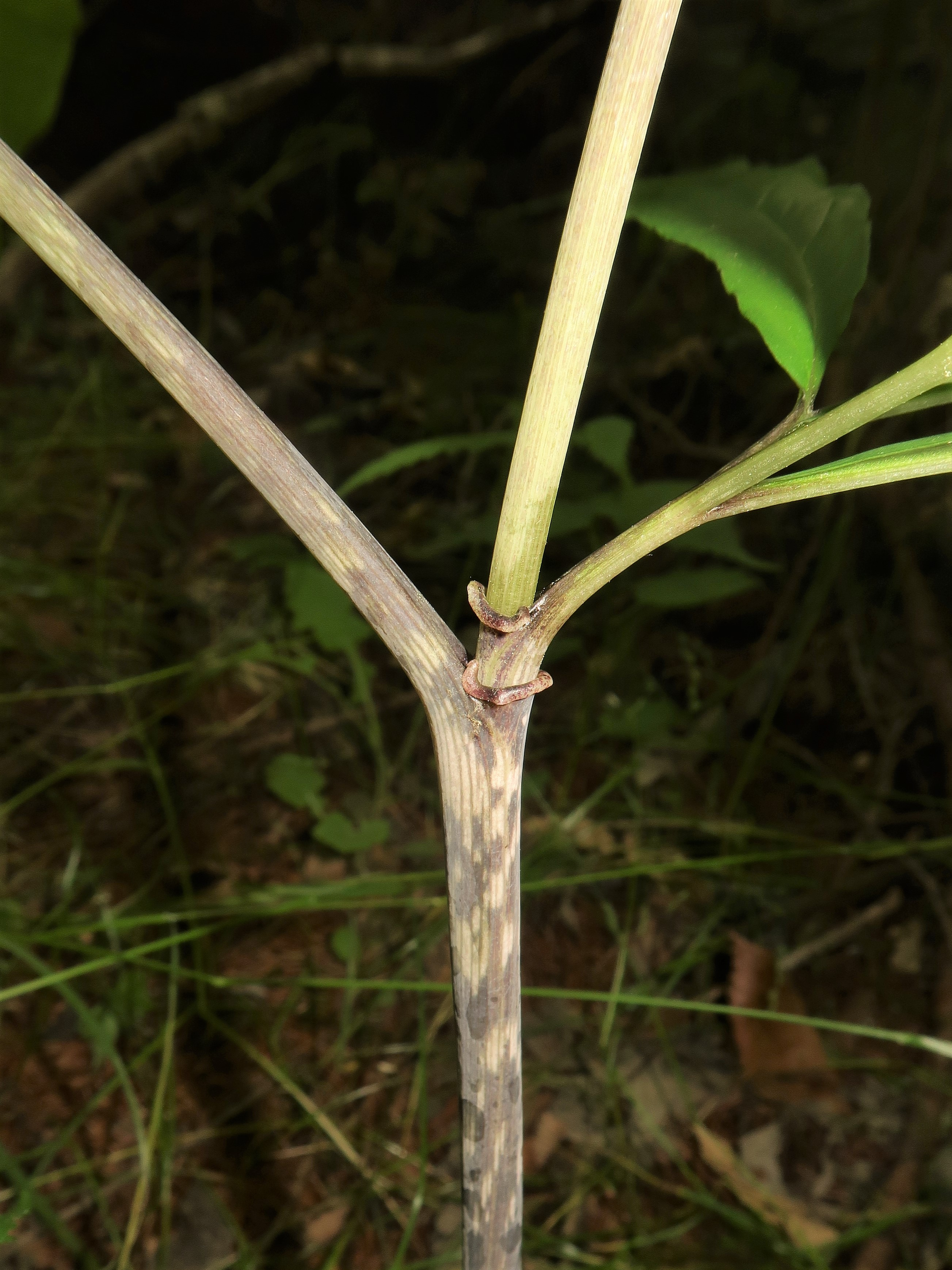
偽茎や鞘状葉は淡緑色から淡紫褐色になり斑模様がある。偽茎部の葉柄基部の開口部が襟状に開出する。

## 近縁種
ヤマザトマムシグサ A. galeiforme によく似るが、同種は、仏炎苞舷部の長さが仏炎苞筒部と同じかまたは長く、舷部は三角状卵形から広三角形で、ふつう紫褐色になるが、本種の仏炎苞舷部は筒部より短く、舷部外面が緑色、内面が紫褐色に対比的になることで区別することができる。同種は関東地方北部から中部地方東部にかけて分布し、本種と同所的に生育することがある。